# Québékoisie
 (avril 2015).
Si vous disposez d'ouvrages ou d'articles de référence ou si vous connaissez des sites web de qualité traitant du thème abordé ici, merci de compléter l'article en donnant les références utiles à sa vérifiabilité et en les liant à la section « Notes et références ».
Pour plus de détails, voir Fiche technique et Distribution.
Québékoisie est un film documentaire produit et réalisé par Mélanie Carrier et Olivier Higgins, sorti en novembre 2013.
Ce long métrage documentaire traite de la relation entre les Québécois et les Premières Nations au Québec.

## Synopsis
Avec les propos de l’anthropologue Serge Bouchard et du sociologue Pierrot Ross-Tremblay.
"C’est à 30 ans, après avoir parcouru la planète, qu’Olivier et Mélanie réalisent qu’ils entretiennent des liens avec le bout du monde alors qu’ils n’ont jamais posé les pieds dans une réserve indienne, chez-eux, au Canada. Le jeune couple décide alors de parcourir la Côte-Nord du Québec à vélo afin de mieux comprendre les relations entre Québécois et Premières Nations. D’où vient cette méconnaissance des Autochtones, alors que des études montrent que plus de la moitié des Canadiens français ont au moins un ancêtre amérindien? Pourquoi les préjugés sont-ils toujours aussi tenaces? Comment les choses peuvent-elles évoluer? De rencontres fortuites en rencontres programmées, la quête des cinéastes croisera celle, surprenante, d’un Innu parti à la recherche de ses ancêtres en Normandie et la démarche bouleversante de la sœur du caporal Lemay, tué lors de la crise d’Oka en 90."
L'œuvre représente le fruit de six ans de travail pour les réalisateurs Mélanie Carrier et Olivier Higgins.

## Fiche technique
- Titre : Québékoisie
- Réalisation : Mélanie Carrier et Olivier Higgins
- Photographie : Olivier Higgins
- Montage : Myriam Verreault et Olivier Higgins
- Conception sonore : Bruno Pucella
- Mixage sonore : Martin M. Messier
- Studio de mixage sonore : Audio Zone
- Recherche : Mélanie Carrier, Olivier Higgins, Odette DesOrmeaux
- Postproduction image : Studio Élément
- Coloration : Éric Denis
- Animation et VFX : Mathieu Blouin et Thierry Roussel-Garneau
- Designer graphique : Simon Beaudry
- Production : Mélanie Carrier et Olivier Higgins
- Société de production : MÖ FILMS

## Distribution
Avec la participation de:
- Serge Bouchard
- Pierrot Ross-Tremblay
- Marco Bacon
- Anne-Marie, Évelyne et Fernande St-Onge
- Malcolm Riverin
- Élisa Uashtessiu-Bacon
- Eruoma Awashish
- Mavis Etienne
- Josée Simard
- Francine Lemay
- Nicolas Dupont
- Pierre Emmanuel Bacon
- Isabelle Kanapé
- Hélène Vézina

## Récompenses et distinctions
- 2014 Nommé aux Prix Jutra – dans la catégorie meilleur long métrage documentaire
- 2014 Prix Meilleur long métrage documentaire, Rhode Island International Film Festival
- 2014 Prix Best of Fest, Wakefield International Film Festival
- 2014 Prix Meilleur long métrage documentaire, Dreamspeakers International Film Festival (en)
- 2014 Prix du Public, Festival documentaire Vues sur Mer
- 2014 Prix Humanitaire, Festival documentaire Vues sur Mer
- 2014 (janv.-fév.) TOP 5 des films canadiens les plus vus en salles au Canada pendant 4 semaines
- 2014 TOP 3 des films documentaires les plus populaires de l’histoire du Cinéma Beaubien (à Montréal)
- 2014 À l’affiche pendant 15 semaines au Cinéma Cartier (Québec) et 5 semaines au Cinéma Beaubien (Montréal)
- 2013 Prix Magnus Isacsson, Rencontres internationales du documentaire de Montréal[4]